# Häljeby och Gylleby
Häljeby och Gylleby var en av SCB avgränsad och namnsatt småort i Sunne kommun i Värmland. Den omfattade bebyggelse i Häljeby och Gylleby i Sunne socken. Fram till och med år 2000 klassades Häljeby och Gylleby som småort. Från 2015 avgränsar SCB här åter en småort.